# Little-Desert-Nationalpark
Der Little-Desert-Nationalpark (engl. Little Desert National Park) ist im australischen Bundesstaat Victoria ungefähr 375 km westlich von Melbourne gelegen. Er hat heute eine Gesamtgröße von 1.320 km². Aufgrund ihrer Beschaffenheit lässt sich die Kleine Wüste (Little Desert) ungeachtet ihres Namens nicht als echte Wüste klassifizieren.
Dieser Nationalpark wurde im Jahre 1968 mit einer Fläche von lediglich 9,45 km² in der Kleinen Wüste errichtet. Es soll damit die dort vorkommende und in ihrer Ursprünglichkeit erhaltene Vegetation von Mallee-Eukalyptus geschützt werden. Auch ist dieses Gebiet reich an Wildblumen sowie Refugium einiger bedrohter Tierarten.

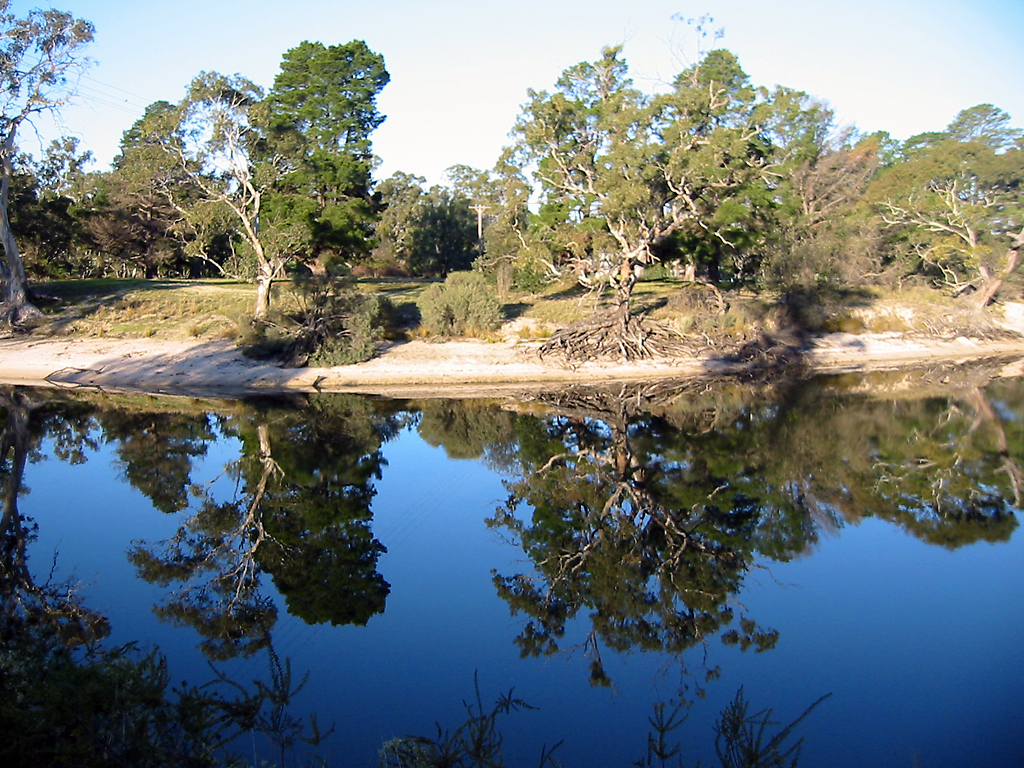
Little-Desert-Nationalpark am Wimmera River südwestlich von Dimboola (2005)

Dies geschah, nachdem die Landesregierung von Victoria bekannt machte, dass sie 800 km² des umgebenden und ungenutzten Wüstengebietes für landwirtschaftliche Zwecke zu verkaufen gedenke. Der Widerstand vor Ort gegen diesen Verkaufsplan war stark und gewann schnell landesweite Unterstützung. Die Landesregierung blieb zwar ob dieser Proteste ungerührt, schließlich ließ sie sich aber angesichts der Unwirtschaftlichkeit des Projektes überzeugen. Die Kleine Wüste verfügt zwar über genauso viel jährlichen Niederschlag wie die sie umgebenden landwirtschaftlich genutzten Flächen, besteht allerdings aus tiefreichendem sandigen Boden, der das Wasser wesentlich schlechter speichern kann. Für die Landwirtschaft war dieses Gebiet daher nur schlecht brauchbar, und es bestand keine Aussicht auf akzeptable Verkaufspreise. Man ließ sich davon überzeugen, dass die Kleine Wüste in ihrer Ursprünglichkeit von höherem Wert sei. So wurden im Dezember 1969 dem Nationalpark 353 km² Fläche hinzugefügt. In der Folge wuchs die Parkfläche bis zum Jahr 1988 auf seine heutige Größe an.
Der Little-Desert-Nationalpark gliedert sich in drei Bereiche, einen westlichen, einen zentralen und einen östlichen Bereich. Die jährliche Niederschlagsmenge liegt zwischen 400 mm im Nordosten und 600 mm im Südwesten. Die Wüste besteht in den einzelnen Bereichen aus recht unterschiedlichen Bodenformationen, die verschiedenartige Vegetationszonen ermöglicht haben. Hier leben ungefähr 670 verschiedene Pflanzenarten, die etwa ein Fünftel der Artenvielfalt Victorias ausmachen. Zudem kann man in diesem Gebiet über 220 unterschiedliche Vogelarten antreffen, darunter das Thermometerhuhn mit seiner bemerkenswerten Brutmethode, verschiedene Arten von Zaunkönigen, Currawongs und Honigfressern.
Daneben sind im Park Fuchskusus, Kurzkopfgleitbeutler und Bartagamen heimisch.
Die beste Zeit für einen Besuch des Nationalparks ist die Zeit zwischen August und Oktober, in der die Flora voll aufblüht.